# Dzmitryj Rauniejka
Dzmitry Rauniejka (biał. Дзмітрый Раўнейка, ros. Дмитрий Ровнейко, Dmitrij Rowniejko; ur. 13 maja 1980 w Grodnie) – białoruski piłkarz, grający na pozycji obrońcy, reprezentant Białorusi.
Jego atrybuty fizyczne to 184 cm i 78 kg. W reprezentacji Białorusi wystąpił 8 razy. Występował w takich klubach jak: Nieman Grodno, Torpedo Moskwa, Rotor Wołgograd i Szachcior Soligorsk.